# La Rose effeuillée
Pour plus de détails, voir Fiche technique et Distribution.
La Rose effeuillée est un film français réalisé par Georges Pallu, sorti en 1937.

## Fiche technique
- Titre : La Rose effeuillée
- Réalisation : Georges Pallu
- Scénario : Gem Moriaud
- Photographie : Nicolas Hayer
- Décors : Jean Douarinou
- Musique : Jane Bos
- Production : Films de Koster
- Pays d'origine  :  France
- Format :  Noir et blanc - 1,37:1 - 35 mm - son mono
- Durée : 88 minutes
- Date de sortie : 
  - France : 18 juin 1937

## Distribution
- Jacqueline Francell : Marie-Thérèse Denis
- Raymond Galle : Louis
- Gabriel Farguette : le petit Jean
- Germaine Sablon : Rose
- Alice Tissot : Mme Renault
- Jean Dax : M. Renault
- Camille Bert : le médecin
- André Marnay : M. Martin
- Max Dejean : l'abbé Reverony
- Jeanne Marie-Laurent : la grand-mère
- Marcelle Yrven : la concierge
- Mady Berry : la cuisinière
- Paul Marcel : Monseigneur Hugonin
- Maurice Schutz : le pape Léon XIII
- Marie Aldona : Thérèse Martin
  - Colette Borelli : Thérèse, enfant
- Andrée Canti : la prieure du Carmel
- André Deed
- Milly Mathis
- Odette Talazac
- Ginette Gaubert